# Hyundai Steel
Hyundai Steel Co., Ltd (HSC) er en sydkoreansk stålproducent med hovedkvarter i Incheon og Seoul og et datterselskab til Hyundai Motor Group. Virksomheden blev etableret i 1953 og producerer i dag flere forskellige slags stål.